# Diócesis de Babahoyo
La diócesis de Babahoyo (en latín: Dioecesis Babahoiensis) es una circunscripción eclesiástica de la Iglesia católica en Ecuador. Se trata de una diócesis latina, sufragánea de la arquidiócesis de Guayaquil. Desde el 27 de marzo de 2018 su obispo es Skiper Bladimir Yánez Calvachi.

## Territorio y organización
La diócesis tiene 7100 km² y extiende su jurisdicción sobre los fieles católicos de rito latino residentes en la provincia de Los Ríos.
La sede de la diócesis se encuentra en la ciudad de Babahoyo, en donde se halla la Catedral de Nuestra Señora de la Merced.
En 2022 en la diócesis existían 30 parroquias agrupadas en 3 vicarías zonales: Norte, Centro y Sur.

## Historia

### Vicariato apostólico
El 30 de octubre de 1947 el papa Pío XII solicitó al obispo de Vitoria (España), Carmelo Ballester Nieto, sacerdotes de su diócesis para las misiones de la provincia de Los Ríos, cuya desmembración de la diócesis de Guayaquil había sido decidida por la Santa Sede a petición de su obispo, José Félix Heredia.
El vicariato apostólico de Los Ríos (Vicariatus Apostolicus Fluminensis) fue erigido el 15 de julio de 1948 con la bula Christianae plebis del papa Pío XII, obteniendo el territorio de la entonces diócesis de Guayaquil.
El 13 de agosto de 1948 fue nombrado administrador apostólico del vicariato apostólico el presbítero Adolfo María Astudillo Morales.
Como resultado de las gestiones llegaron a Los Ríos 8 sacerdotes misioneros españoles a partir del 12 de octubre de 1948.
En 1949 llegaron las primeras misioneras seculares y de los primeros misioneros seglares.

### Prelatura territorial
El 10 de septiembre de 1951 el vicariato apostólico fue elevado a prelatura territorial (hasta 1966 llamadas prelaturas nullius) de Los Ríos con la bula Digni sunt qui del papa Pío XII. El presbítero Astudillo Morales continuó en el cargo de administrador apostólico hasta su fallecimiento el 4 de abril de 1957.
El 10 de junio de 1952, mediante un decreto de la Sagrada Congregación Consistorial, se cambió el nombre en latín Praelatura Nullius Fluminensis (es decir, riosense) por Praelatura Nullius Fluminun (es decir, de Los Ríos).
Originalmente sufragánea de la arquidiócesis de Quito, el 22 de enero de 1956 pasó a formar parte de la provincia eclesiástica de la arquidiócesis de Guayaquil.
El 29 de enero de 1964 tuvo lugar la bendición de la Catedral de Babahoyo.

### Diócesis
El 22 de agosto de 1994, mediante la bula Constat praelaturam del papa Juan Pablo II, la prelatura territorial fue elevada al rango de diócesis y asumió su nombre actual. La bula fue ejecutada el 14 de octubre de 1994.
El prelado Jesús Ramón Martínez de Ezquerecocha Suso pasó a ser el primer obispo diocesano al ser ordenado el 15 de octubre de 1994.

## Estadísticas
Según el Anuario Pontificio 2023 la diócesis tenía a fines de 2022 un total de 730 000 fieles bautizados.
| Año                                                                             | Población            | Población | Población      | Sacerdotes | Sacerdotes    | Sacerdotes    | Bautizados por sacerdote | Diáconos permanentes | Religiosos | Religiosos | Parroquias |
| Año                                                                             | Bautizados católicos | Total     | % de católicos | Total      | Clero secular | Clero regular | Bautizados por sacerdote | Diáconos permanentes | Varones    | Mujeres    | Parroquias |
| ------------------------------------------------------------------------------- | -------------------- | --------- | -------------- | ---------- | ------------- | ------------- | ------------------------ | -------------------- | ---------- | ---------- | ---------- |
| 1949                                                                            | 200 000              | 200 000   | 100.0          | 10         | 8             | 2             | 20 000                   |                      | 2          | 17         | 20         |
| 1966                                                                            | 238 500              | 245 400   | 97.2           | 21         | 19            | 2             | 11 357                   |                      | 7          | 39         | 12         |
| 1968                                                                            | ?                    | 328 004   | ?              | 2          |               | 2             | ?                        |                      | 10         | 20         | 12         |
| 1976                                                                            | 350 000              | 382 750   | 91.4           | 21         | 19            | 2             | 16 666                   |                      | 7          | 10         | 16         |
| 1980                                                                            | 357 000              | 448 000   | 79.7           | 21         | 18            | 3             | 17 000                   |                      | 8          | 9          | 16         |
| 1990                                                                            | 492 000              | 529 000   | 93.0           | 20         | 16            | 4             | 24 600                   |                      | 7          | 12         | 17         |
| 1999                                                                            | 648 000              | 690 000   | 93.9           | 26         | 21            | 5             | 24 923                   |                      | 6          | 20         | 20         |
| 2000                                                                            | 648 000              | 690 000   | 93.9           | 29         | 21            | 8             | 22 344                   |                      | 9          | 32         | 20         |
| 2001                                                                            | 698 400              | 720 000   | 97.0           | 29         | 21            | 8             | 24 082                   |                      | 9          | 32         | 21         |
| 2002                                                                            | 705 000              | 726 000   | 97.1           | 34         | 24            | 10            | 20 735                   |                      | 13         | 32         | 21         |
| 2003                                                                            | 698 400              | 720 000   | 97.0           | 35         | 25            | 10            | 19 954                   |                      | 13         | 27         | 21         |
| 2004                                                                            | 635 100              | 730 000   | 87.0           | 36         | 26            | 10            | 17 641                   |                      | 22         | 27         | 21         |
| 2006                                                                            | 555 000              | 751 000   | 73.9           | 33         | 25            | 8             | 16 818                   |                      | 11         | 36         | 21         |
| 2012                                                                            | 601 000              | 812 000   | 74.0           | 28         | 23            | 5             | 21 464                   |                      | 9          | 51         | 25         |
| 2015                                                                            | 636 240              | 849 000   | 74.9           | 43         | 31            | 12            | 14 796                   |                      | 15         | 41         | 30         |
| 2018                                                                            | 640 800              | 801 000   | 80.0           | 38         | 27            | 11            | 16 863                   |                      | 14         | 29         | 32         |
| 2020                                                                            | 718 976              | 921 763   | 78.0           | 40         | 29            | 11            | 17 974                   |                      | 15         | 44         | 30         |
| 2022                                                                            | 730 000              | 936 142   | 78.0           | 43         | 32            | 11            | 16 976                   |                      | 13         | 51         | 30         |
| Fuente: Catholic-Hierarchy, que a su vez toma los datos del Anuario Pontificio. |                      |           |                |            |               |               |                          |                      |            |            |            |

## Episcopologio

### Vicariato apostólico de Los Ríos
| Imagen | Escudo | Nombre del titular                                             | Período                                       | Fin del cargo (razón)                                |
|        |        | P. Adolfo María Astudillo Morales † (administrador apostólico) | 13 de agosto de 1948-10 de septiembre de 1951 | El vicariato apostólico pasó a ser prelatura nullius |

### Prelatura territorial de Los Ríos
| Imagen | Escudo | Nombre del titular                                             | Período                                     | Fin del cargo (razón)                |
|        |        | P. Adolfo María Astudillo Morales † (administrador apostólico) | 10 de septiembre de 1951-4 de abril de 1957 | Falleció                             |
|        |        | Bittor (Víctor) Garaygordóbil Berrizbeitia †                   | 29 de noviembre de 1963-12 de mayo de 1982  | Renunció                             |
|        |        | P. Jesús Ramón Martínez de Ezquerecocha Suso †                 | 28 de junio de 1984-22 de agosto de 1994    | Pasó a ser obispo electo de Babahoyo |

### Diócesis de Babahoyo
| Imagen | Escudo | Nombre del titular                          | Período                                      | Fin del cargo (razón)        |
|        |        | Jesús Ramón Martínez de Ezquerecocha Suso † | 22 de agosto de 1994-27 de marzo de 2008     | Renunció                     |
|        |        | Fausto Gabriel Trávez Trávez, O.F.M.        | 27 de marzo de 2008-11 de septiembre de 2010 | Nombrado arzobispo de Quito  |
|        |        | Marcos Aurelio Pérez Caicedo                | 10 de febrero de 2012-20 de junio de 2016    | Nombrado arzobispo de Cuenca |
|        |        | Skiper Bladimir Yánez Calvachi              | Desde el 27 de marzo de 2018                 |                              |